# I-D
i-D ist eine einflussreiche britische Modezeitschrift, die sich nicht nur mit Kleidung, sondern auch intensiv mit Kunst, Musik und Jugendkultur befasst.
Das Magazin ist bekannt für innovative Fotografie und Typographie. Zahlreiche berühmte Fotografen wie Nick Knight, Wolfgang Tillmans, Juergen Teller oder Ellen von Unwerth arbeiteten für i-D oder wurden gar erst durch die Zeitschrift bekannt.
Eine Art Markenzeichen von i-D besteht darin, dass auf der Titelseite jeder Ausgabe das rechte Auge des darauf abgebildeten Models oder Stars zugekniffen oder auf irgendeine Art und Weise verdeckt ist. Jede Ausgabe besitzt ein aus einem Wort bestehendes Motto (etwa: the art issue, the earth issue, the forward issue, the declaration issue).
i-D wurde 1980 von Terry Jones gegründet, der 1977 seinen Posten als Art Director der britischen Vogue aufgegeben hatte, da er mehr mit Musik und Street Culture zu tun haben wollte. Jones fungiert bis heute auch als Herausgeber von i-D. Die Zeitschrift erschien früher elf, heute noch sechsmal pro Jahr im Londoner Verlag Levelprint Ltd, der im Dezember 2012 von Vice UK übernommen wurde.
Am 14. November 2023 erwarb Bedford Media das Magazin von Vice Media .  Bedford Media wird von Karlie Kloss und ihrem Ehemann Joshua Kushner finanziert , dem jüngeren Bruder von Jared Kushner, dem Schwiegersohn von Donald Trump .  Kloss wurde zum CEO ernannt, während Alastair (damals Chefredakteur) Chief Creative Officer und Global Editor-in-Chief des Magazins wurde.  Mit dem Kauf wurde die Veröffentlichung des Magazins ausgesetzt. 
Der digitale Auftritt von iD wurde im September 2024 neu gestartet. Die Website kehrte zurück und es gab ein digitales Cover mit Charli XCX und Troye Sivan .  Thom Bettridge wurde später als neuer Chefredakteur des Magazins bekannt gegeben, und das Magazin wird ab März 2025 wieder halbjährlich erscheinen.
i-D wird auch oft iD oder ID magazine geschrieben, darf aber nicht mit der New Yorker Designzeitschrift I.D. verwechselt werden, die der US-amerikanische Verlag F+W Publications Inc. herausgibt.